# Czartowiec (Góry Złote)
Czartowiec – wzniesienie o wysokości 944 m n.p.m. w Górach Złotych w Sudetach Wschodnich, leżące na granicznym grzbiecie Gór Złotych, oddzielającym Polskę od Czech.

## Położenie
Wzniesienie graniczne, położone w południowo-zachodniej części Gór Złotych, na terenie Śnieżnickiego Parku Krajobrazowego na granicy polsko-czeskiej. Wznosi się między wzniesieniami: Špičák (957 m), po północno-wschodniej stronie, Pośrednia czes. Pomezný (924), po południowo-wschodniej stronie i Borůvkový vrch (859 m), po północnej stronie około 1,2 km. na północny wschód od południowo-wschodnich granic miejscowości Nowy Gierałtów.

## Fizjografia
Wzniesienie w głównym grzbiecie granicznym w kształcie wysuniętego na zachód od linii grzbietu stożka o nieregularnej rzeźbie i ukształtowaniu z małowyrazistym skalistym wierzchołkiem oraz stromym zachodnim zboczu opadającym w kierunku doliny Górnej Białej Lądeckiej, na którym poniżej szczytu znajdują się kilkumetrowe gnejsowe skałki oraz gołoborze. Południowe grzbietowe zbocze łagodnie opada wzdłuż granicy do niższego o 23 m wzniesienia Łupkowa czes. Břidličný vrch. Na północ zbocze nieznacznie opada do wzniesienia Borůvkový vrch. Zbocze wschodnie opada w stronę wyższego wzniesienia Špičák. Od sąsiednich wzniesień oddzielone jest niewielkimi siodłami. Razem z leżącym po czeskiej stronie Śpicakiem tworzy zwarty masyw. Wzniesienie na zachodnim zboczu wyraźnie podkreślają dwie dobrze wykształcone doliny górskich potoków: od północy dolina potoku Jesionowy Spław a od południa dolina potoku Wądróż. Wzniesienie zbudowane ze skał metamorficznych, głównie z gnejsów gierałtowskich, fyllitów i amfibolitów oraz łupków krystalicznych. Zbocza wzniesienia pokrywa niewielka warstwa młodszych osadów glin, żwirów, piasków i lessów z okresu zlodowaceń plejstoceńskich i osadów powstałych w chłodnym, peryglacjalnym klimacie. Cała powierzchnia wzniesienia porośnięta jest w większości naturalnym lasem mieszanym regla dolnego, a w partiach szczytowych świerkowym regla górnego z niewielką domieszką drzew liściastych. Wzniesienie pod koniec XX wieku dotknęły zniszczenia wywołane katastrofą ekologiczną w Sudetach. Położenie wzniesienia, kształt czynią wzniesienie rozpoznawalnym w terenie.
W przeszłości wzniesienie nosiło nazwę: Vordere Höllen Koppe, Stráž, Przedpiekle, Łysa Kopa.

## Inne
- Zbocza wzniesienia porasta fragment naturalnego lasu mieszanego będące pozostałością gęstej puszczy, w pobliżu jego górnej granicy występuje skarłowaciały starodrzew.
- Nazwa Czartowiec wywodzi się z legendy o Czarcie (diable), który w okolicy wzniesienia miał swoją siedzibę i pod postacią kobiety wabił w góry okolicznych mieszkańców a potem ze zboczy zrzucał na nich kamienie[1].
- Wzniesienie uznawane jest nieraz za bliźniaczy wierzchołek wzniesienia Špičák 957 m n.p.m., którego wierzchołek leży po czeskiej stronie.
- Przez wzniesienie przechodzi dział wodny III rzędu.
- Wzniesienie położone jest w północno-wschodniej części Gór Złotych[1]. W tej części znajdują się też najwyższe wzniesienia: Kowadło (987 m), Špičák (957 m), Łupkowa czes. Břidličný vrch (945), Pasieczna (928 m), Pośrednia czes. Pomezný (924).
- Na szczycie słupek graniczny[3] nr III/32.
- Na wschód od szczytu poniżej niewielkiego siodła znajduje się (czes. Pramen pod Stráží) źródło, z którego wypływa Studený potok.

## Turystyka
Przez szczyt prowadzi szlak turystyczny:
- zielony - prowadzący przez Borówkową, zamek Karpień na Śnieżnik i dalej.

Wschodnim zboczem ok. 200 m poniżej szczytu prowadzi szlak:
- czerwony - prowadzący przez Žulová do Javorník i dalej.

Ok. 400 m przed szczytem skręca na Špičák szlak:
- żółty – prowadzący wzdłuż granicy państwowej od wzniesienia od Przełęczy u Trzech Granic na Špičák.

Do szczytu można dojść od Nowego Gierałtowa drogą leśną wzdłuż potoku Wądróż. Ze wzniesienia roztacza się widok na Dolinę Białej Lądeckiej, Masyw Śnieżnika, Góry Bardzkie i Złote, Przedgórze Sudeckie przy dobrej widoczności widać Wielką Sowę, Ślężę.